# Himalaya

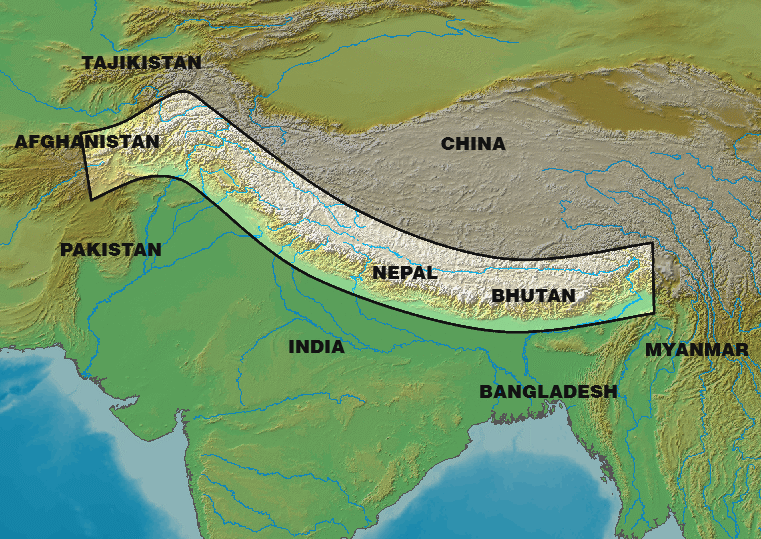
Localizzazione dell'Himalaya.

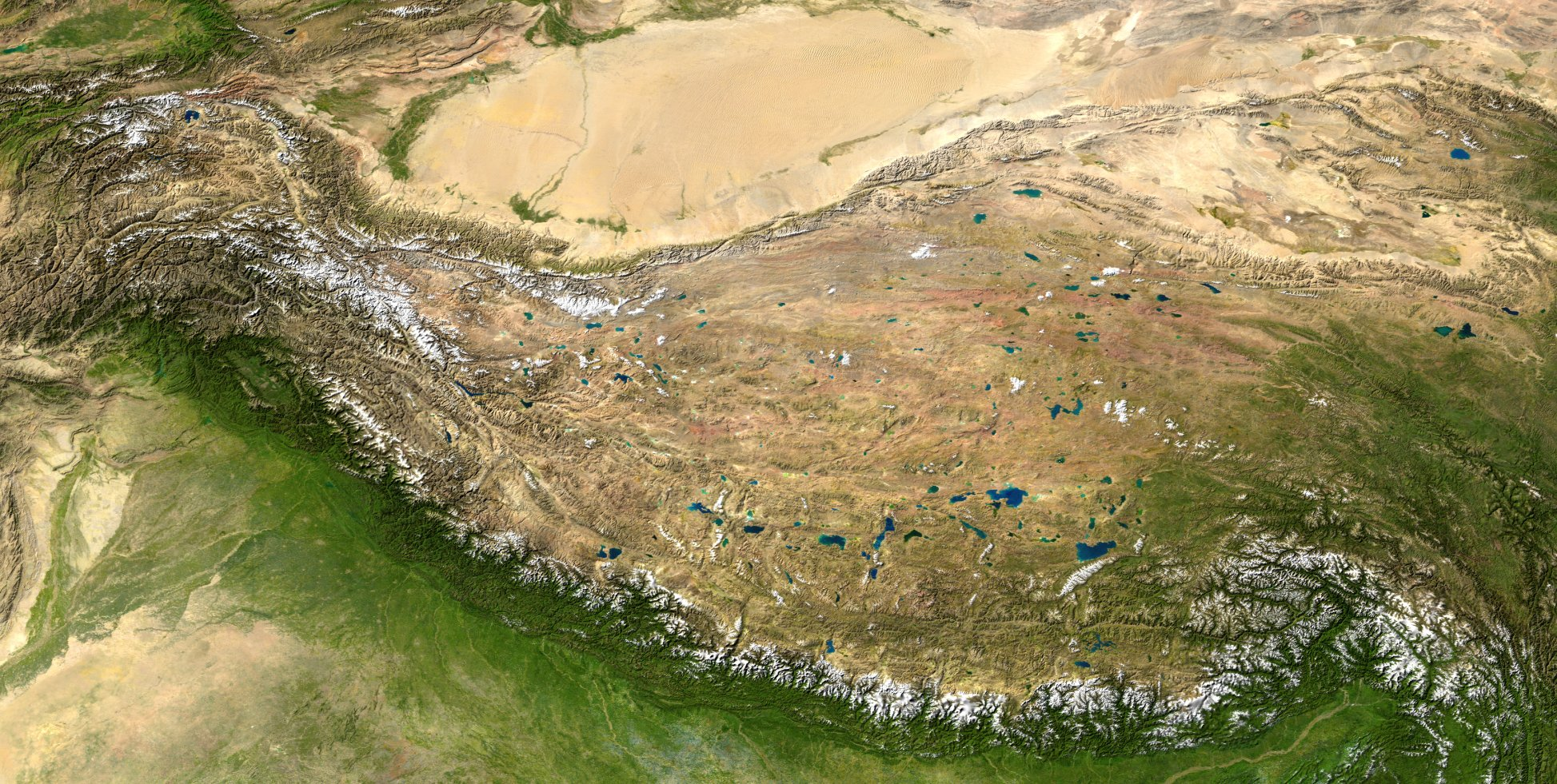
Immagine satellitare dell'Himalaya con l'India a sud, l'altopiano del Tibet a nord e ancora più a nord il bacino del Tarim

L'Himalaya (AFI: /iˈmalaja/ o, meno precisamente, /imaˈlaja/; in sanscrito हिमालय [ɦɪˈmɑːlɐjɐ], "dimora delle nevi", dall'unione di hima, "neve", e ālaia, "dimora"), adattato talvolta in italiano come Himalaia o Imalaia, è un sistema montuoso dell'Asia meridionale, che si innalza a settentrione del bassopiano indo-gangetico e a meridione dell'altopiano del Tibet, e che forma un gigantesco arco diretto da nord-ovest a sud-est con la convessità rivolta a sud e compreso all'incirca tra 73° e 95° di long. est e 27° e 36° di lat. nord.

## Descrizione
Entro i limiti convenzionali, segnati a nord dalle valli superiori dell'Indo e dell'alto Brahmaputra (o Sang-po), a est e a ovest dalle valli degli stessi fiumi, che con brusco cambiamento di direzione scendono da nord verso sud, e a sud dal margine della pianura, si sviluppa per una lunghezza di 2.200 km su una larghezza variante da 250 a 400 km e in essa sono comprese le vette più alte della Terra.

### Suddivisione
Per quanto le esplorazioni particolareggiate del sistema himalayano, e i rilevamenti topografici e geologici non siano ancora completi, si ha una conoscenza generale abbastanza precisa dell'intero sistema; in esso si possono distinguere, da sud a nord, tre fasce successive di catene.
La prima fascia, detta Subhimalaya, è costituita da catene non molto elevate, assai frazionate e smantellate dall'erosione, formate quasi completamente di rocce terziarie; segue una zona mediana, distinta in Piccoli e Grandi Himalaya, nella quale predominano i gneiss e i graniti e che si eleva in massicci molto elevati, in cui 10 vette superano i 7.000 m sul livello del mare. La terza fascia compresa tra la zona mediana e le valli superiori dell'Indo e del Brahmaputra, è, per struttura e formazione, analoga alle catene marginali del Tibet e in essa predominano rocce di numerosi periodi, dal Cambriano all'Eocene medio. Questa zona ha una larghezza non uniforme e verso ovest, al di là dell'Indo, si innesta nel Karakorum, il gigantesco massiccio che possiede i più vasti ghiacciai della Terra (Himalaya occidentale).

### Geomorfologia

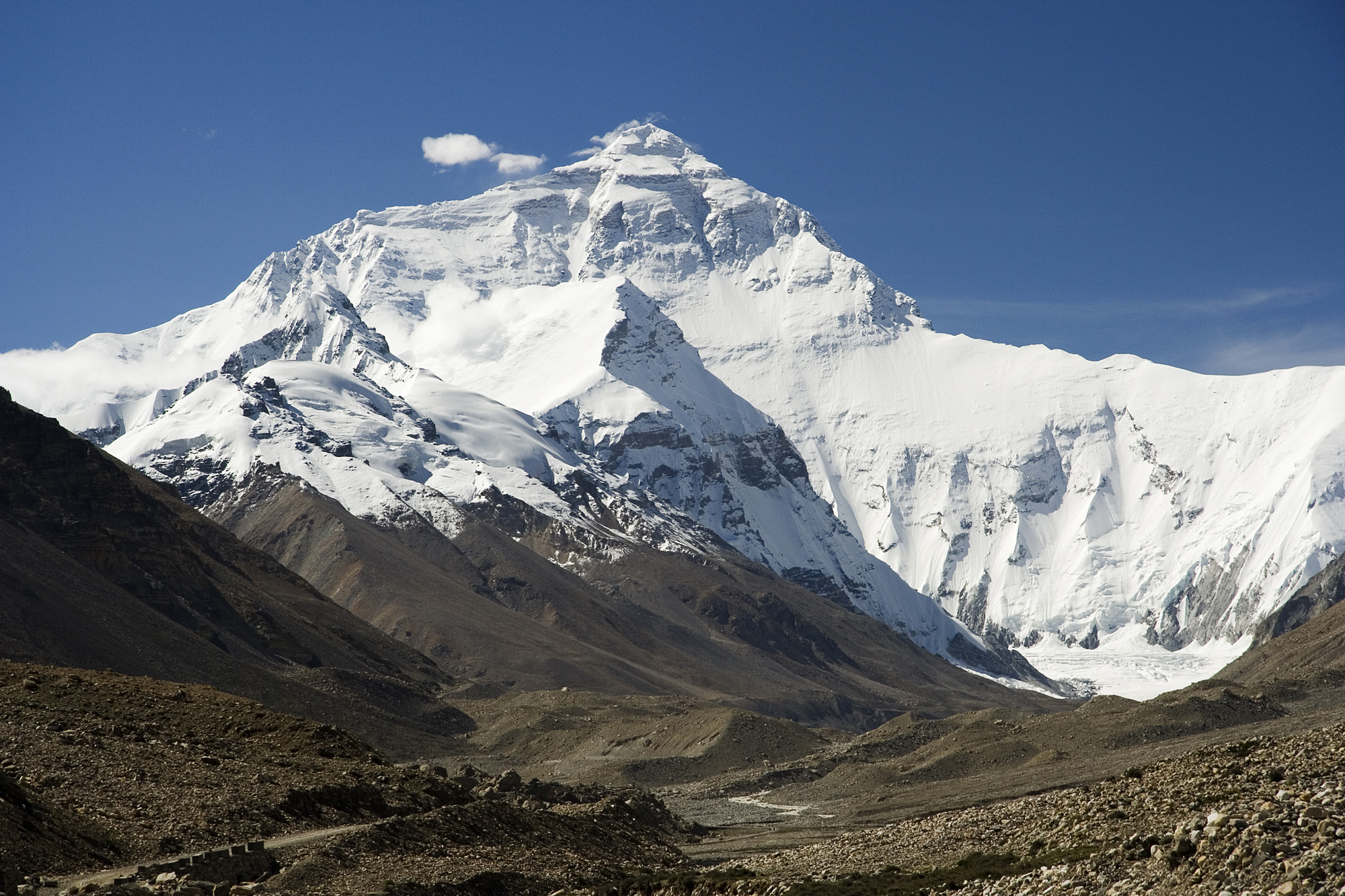
Versante nord dell'Everest vista dal sentiero per il campo base in Tibet.

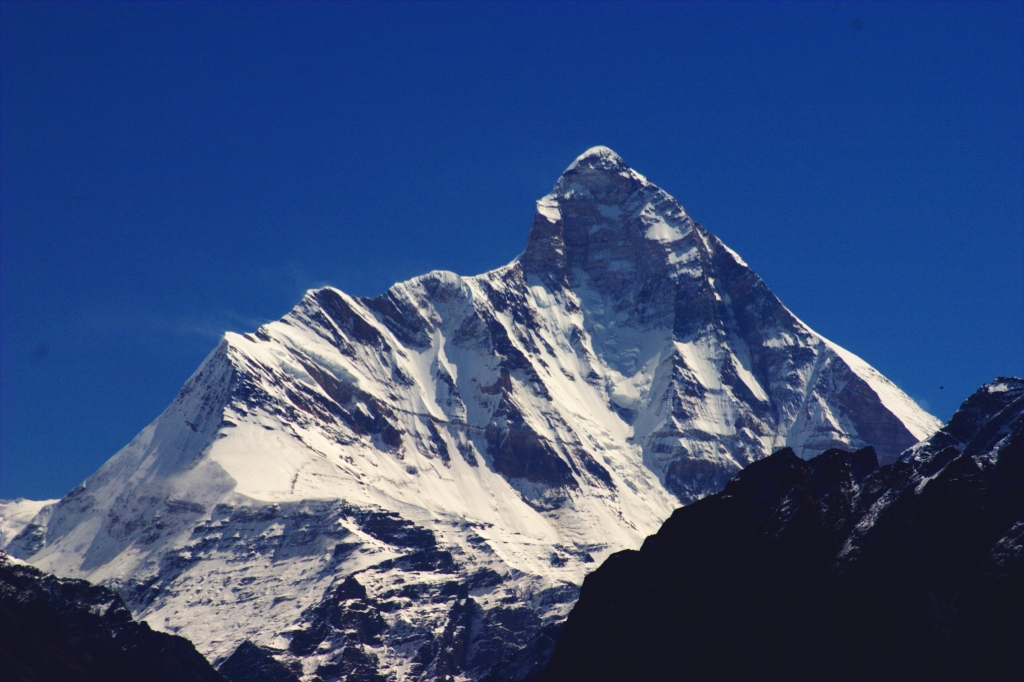
Nanda Devi

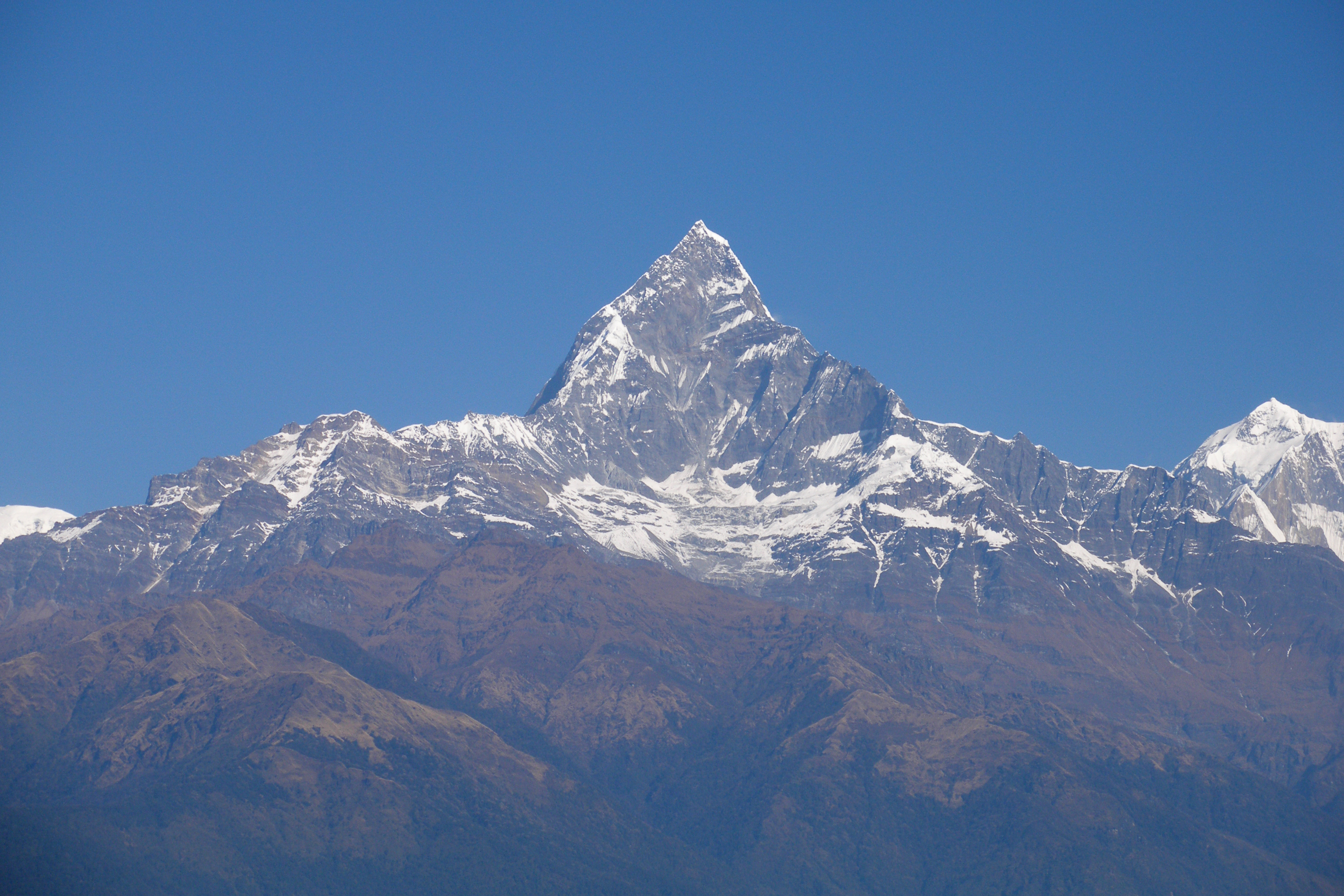
Machapuchare

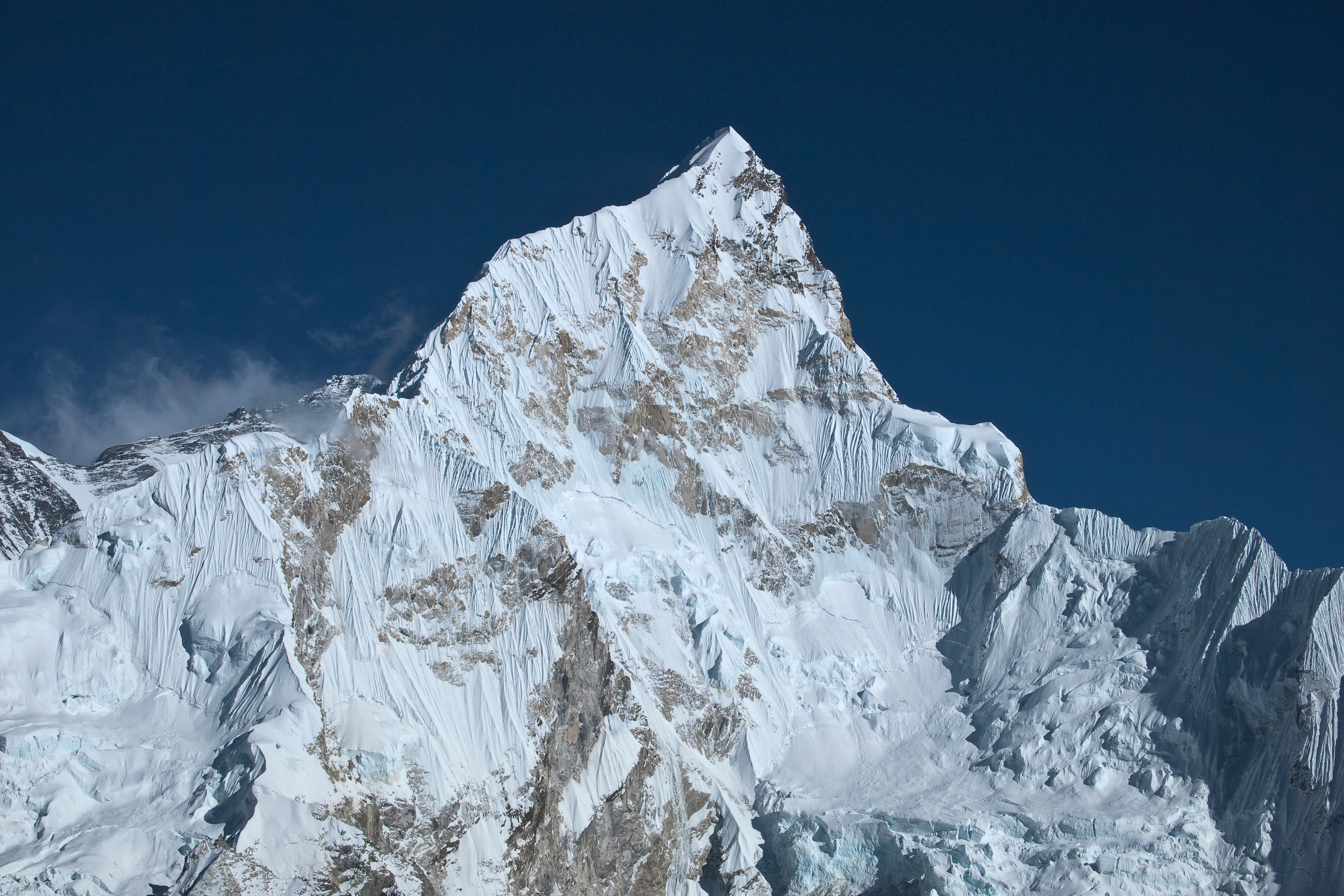
Nuptse

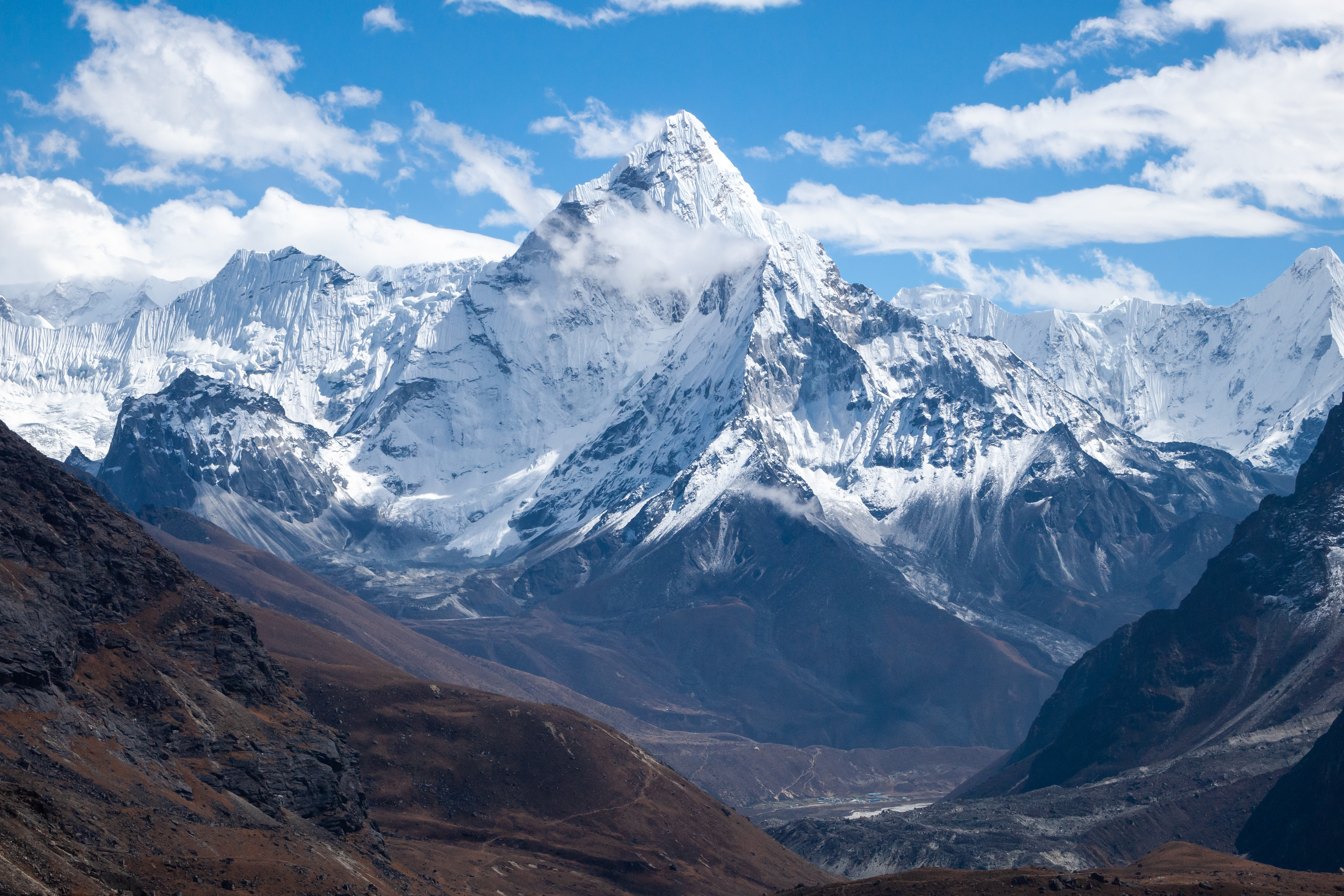
Ama Dablam

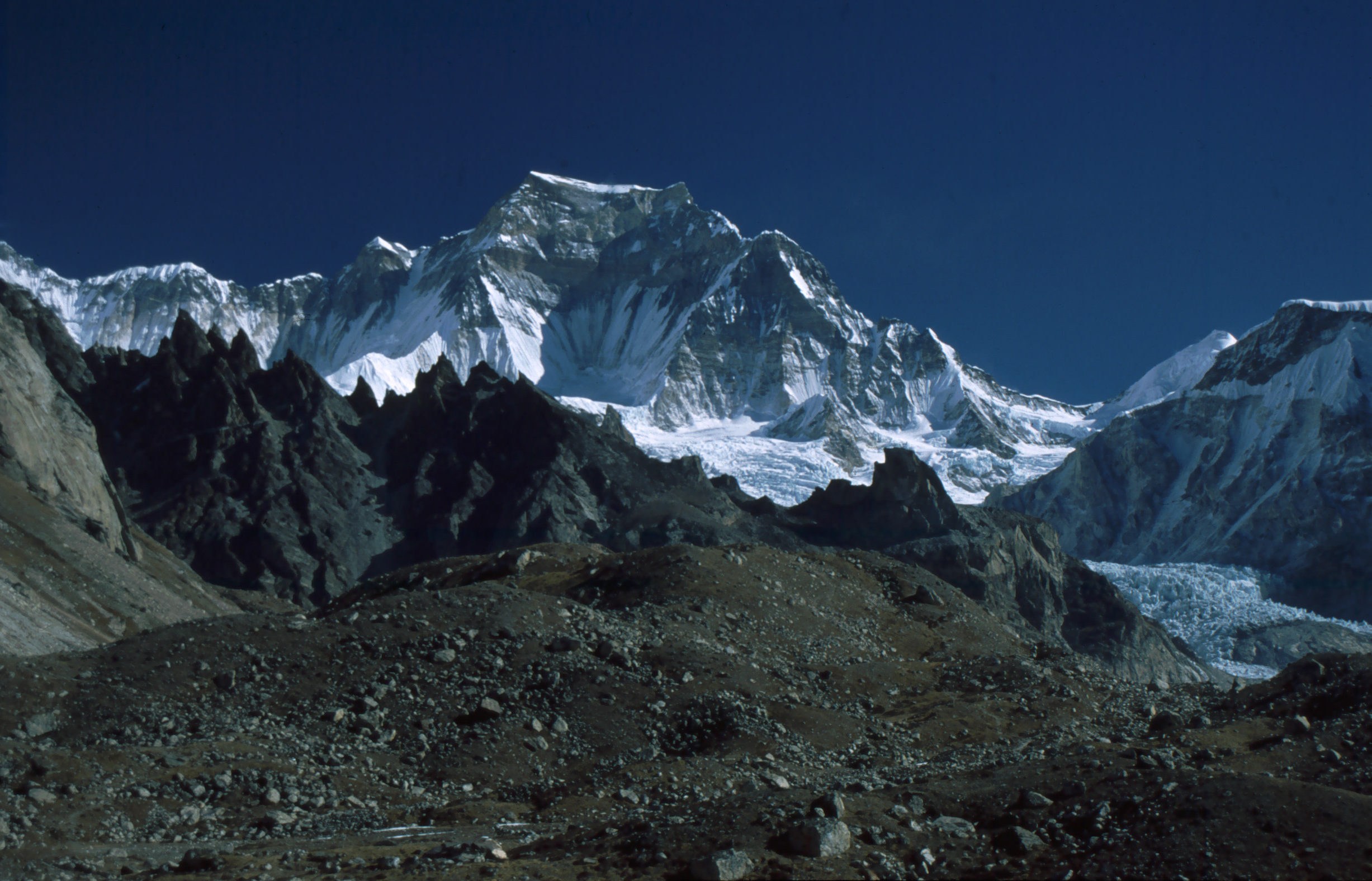
Gyachung Kang

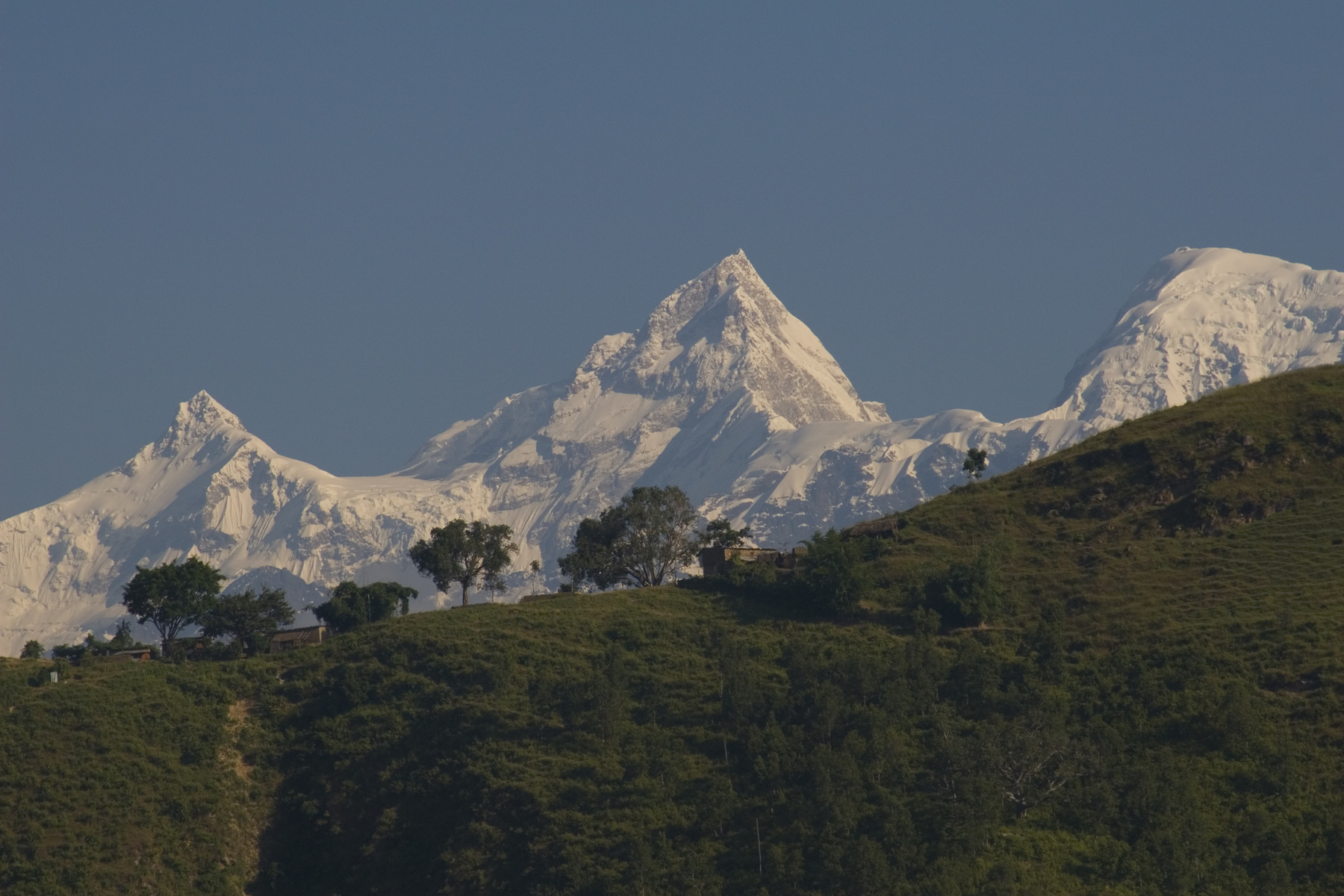
Himalchuli

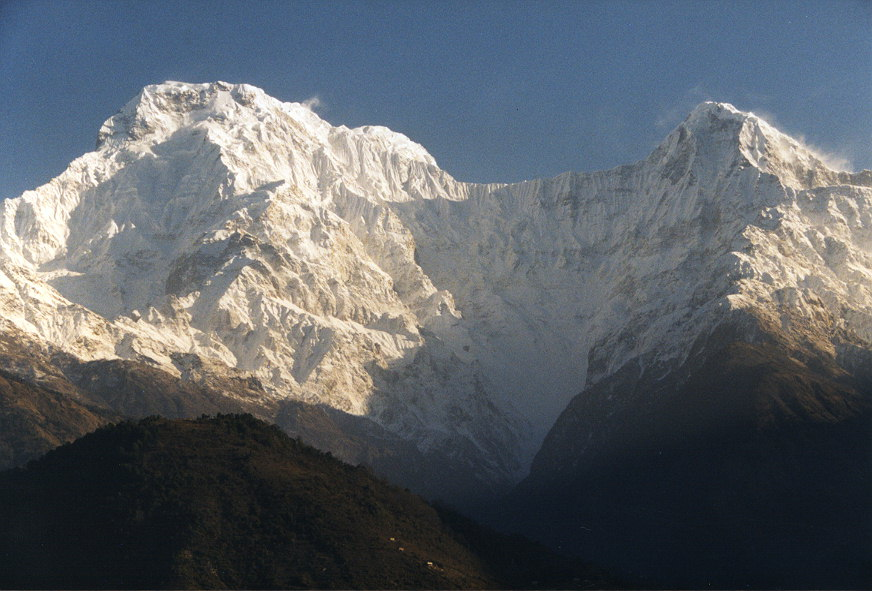
Hiunchuli

Come è accennato in precedenza, lungo il margine meridionale, a contatto con la pianura indo-gangetica, si trova una serie di basse colline, composte di ghiaie, sabbie e argille dell'ultima età terziaria, indicate comunemente con il nome di Siwalik. La serie dei Siwalik talvolta si appoggia alla catena posta più a settentrione, talvolta invece se ne discosta di parecchi chilometri, e in tale caso negli spazi intermedi si stendono piani alluvionali, noti in India con il nome di duns, ordinariamente coperti di fitte foreste e di giungle impenetrabili, dove domina il paludismo e dove vivono ancora i grandi mammiferi, come gli elefanti e i rinoceronti, e la famosa tigre del Bengala.
Al di là di questo bastione e delle depressioni boscate dei duns si eleva la fascia dei Piccoli Himalaya, larga da 80 a 90 km, con cime che variano da 2.000 a 4.000 m, formata di solito da una serie di catene parallele a quelle più elevate della zona retrostante. I Piccoli Himalaya sono talvolta collegati strettamente con le catene più settentrionali, tanto da apparire quasi contrafforti o appendici secondarie dei Grandi Himalaya, talvolta invece ne sono nettamente separati come nel Kashmir, dove il limite fra le due zone è segnato dalla valle di Srinagar, oppure ne sono divisi, come nel Nepal, da larghe depressioni pianeggianti, analoghe ai duns.
Segue più a nord la zona dei Grandi Himalaya che si allungano dal pilastro occidentale del Nanga Parbat (8.125 m) fino al Namcha Barwa (7.755 m), che domina la valle trasversale del Dihong-Brahmaputra. Comprende tutte le più alte cime, dieci delle quali superano gli 8000 m; esse sono da ovest a est: Nanga Parbat (8.125 m), Dhaulagiri I (8.172 m), Annapurna I (8.078 m), Manaslu (8.125 m), Shisha Pangma (8.013 m), Cho Oyu (8.189 m), Everest (8.848 m), Lhotse (8.501 m), Makalu (8.481 m), Kangchenjunga (8.597 m). L'Everest, che nella parte più alta è formato da scisti e calcari metamorfici con intrusioni granitiche, dopo numerosi tentativi mancati, fu raggiunto il 29 maggio 1953 da una spedizione inglese guidata dal colonnello Hunt: sulla vetta salirono il neozelandese Edmund Percival Hillary e il portatore sherpa Tenzing Norgay.
La zona dei Grandi Himalaya, che litologicamente corrisponde alla zona mediana cristallina delle nostre Alpi, ha le sue vette maggiori ammantate sempre di neve e le testate vallive colme di colate di ghiaccio. Essa non costituisce dovunque lo spartiacque principale, perché molti dei fiumi che scendono verso l'India hanno le loro sorgenti a nord della grande catena, che attraversano in valli profonde e forre paurose.
Il versante tibetano, assai meno esteso, è formato di varie catene che si allungano da est a ovest tra la linea delle maggiori vette e le alte valli dell'Indo, del Sutlej e del Sang-po. Si tratta di fasci di catene non ancora ben studiate, di cui una delle principali è quella dei monti Kubi-Gangri che si estendono sulla destra del Sang-po, fronteggiando le catene marginali del Tibet (il Trans-Himalaya dello Hedin). Verso occidente poi l'Himalaya è fiancheggiato dai due sistemi dello Zanskar e del Ladakh; quest'ultimo con la sua estremità orientale giunge oltre il lago Manasarovar a sud del quale si erge il picco di Gurla Mandhata (7.728 m), la vetta culminante nel Ladakh.
Il sistema himalayano presenta una grande dissimmetria tra i due versanti; il versante meridionale infatti è molto più esteso e fortissimo risulta il dislivello tra la pianura Indo-gangetica e le vette cacuminali; per contro, il versante settentrionale si appoggia all'altopiano del Tibet. Il versante rivolto a sud è notevolmente tormentato dall'erosione, profondamente inciso, e le valli presentano spesso pendii molto ripidi o addirittura a strapiombo. Il limite altimetrico delle nevi, che sul versante meridionale si trova a 4.500 m nella parte orientale più piovosa e a 4.900 m in quella occidentale, sul versante tibetano, più arido, sale a ca. 900 m più in alto.

### Geologia
Si tratta di rilievi che hanno la stessa età geologica delle Alpi e rappresentano un sistema a pieghe perfettamente analogo a quello alpino per struttura e per paesaggio, però di ben maggiori proporzioni, soprattutto altimetriche.

### Idrografia
Ai piedi dell'Himalaya, a nord e a sud, nascono tre importanti fiumi asiatici per lunghezza e portata idrica: l'Indo, il Gange e il Bramaputra e quasi tutti i loro affluenti.

### Glaciologia
Numerosissime sono le lingue glaciali che dalle vette sommitali scendono a valle su tutti i versanti. Tra questi si ricordano il Ghiacciaio Kangshung, il Ghiacciaio Khumbu e il Ghiacciaio Rongbuk.

### Clima

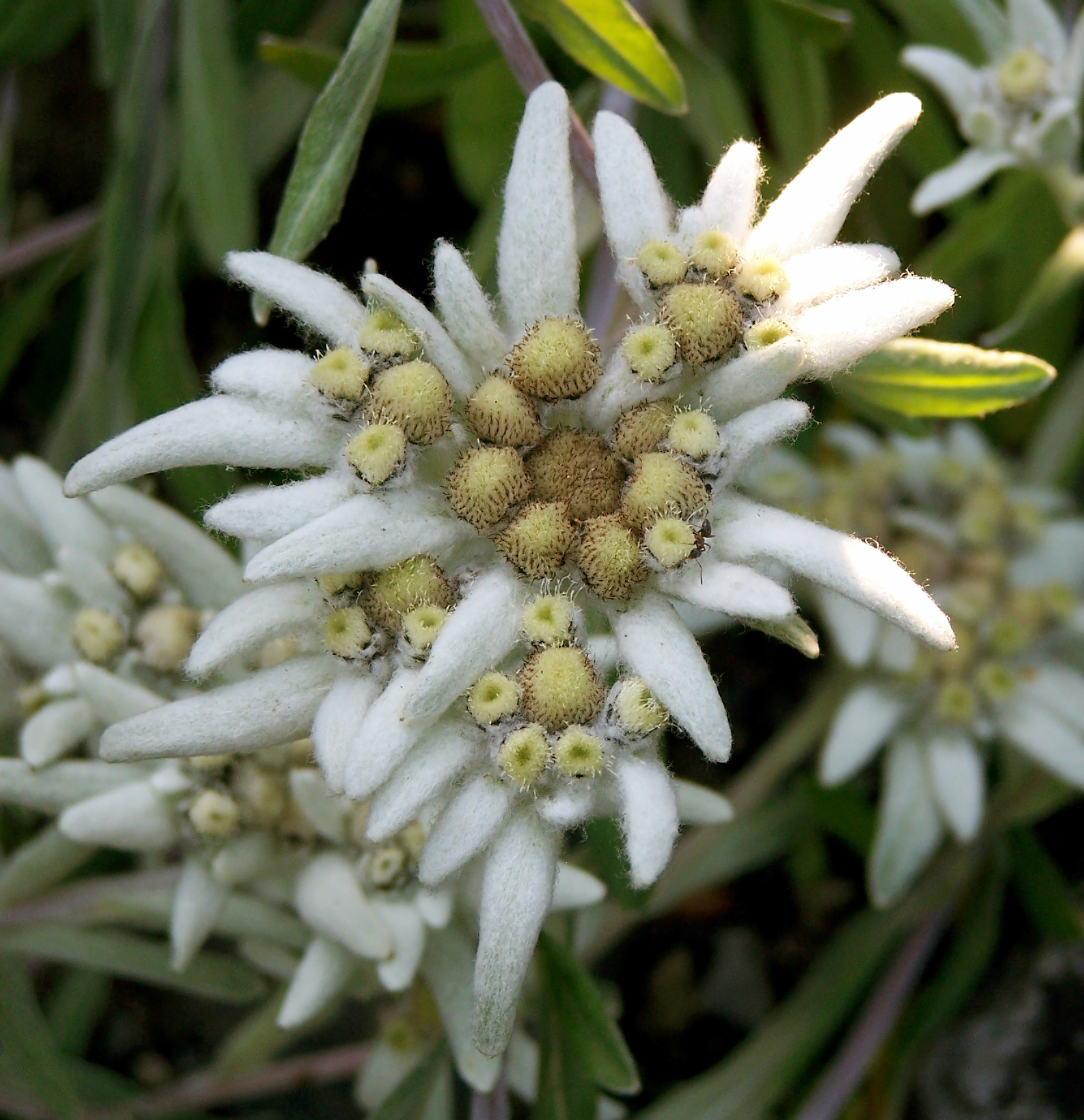
Leontopodium

Dal punto di vista climatico anche l'Himalaya, come tutta l'India, entra nella zona dei monsoni; ma il fattore climatico più importante è l'altitudine. La temperatura varia considerevolmente da stagione a stagione; così a Srinagar va da 0 °C in gennaio a 22 °C in luglio; a Leh da -9 °C a 17 °C; a Dras da -15 °C a 18 °C. Nelle stazioni estive di Simla e di Darjeeling, situate a oltre 2000 m di altezza, la temperatura media è simile a quella di Sanremo e di Nizza, ma meno variabile a causa dell'abbondante umidità. Le precipitazioni cadono particolarmente nei primi tre mesi dell'anno e da giugno a settembre, però il monsone estivo, che porta una grande quantità di piogge sul fronte meridionale dell'Himalaya, raramente riesce a penetrare nelle valli interne, dove le piogge sono prevalentemente invernali. Le precipitazioni complessive diminuiscono da oriente a occidente; a Darjeeling superano 3000 mm, a Simla raggiungono 1200 mm, a Srinagar oscillano sui 900 mm; ma nelle valli interne diventano scarsissime: a Leh nel Ladakh cadono appena 80 mm di pioggia l'anno.

## Ambiente

### Flora

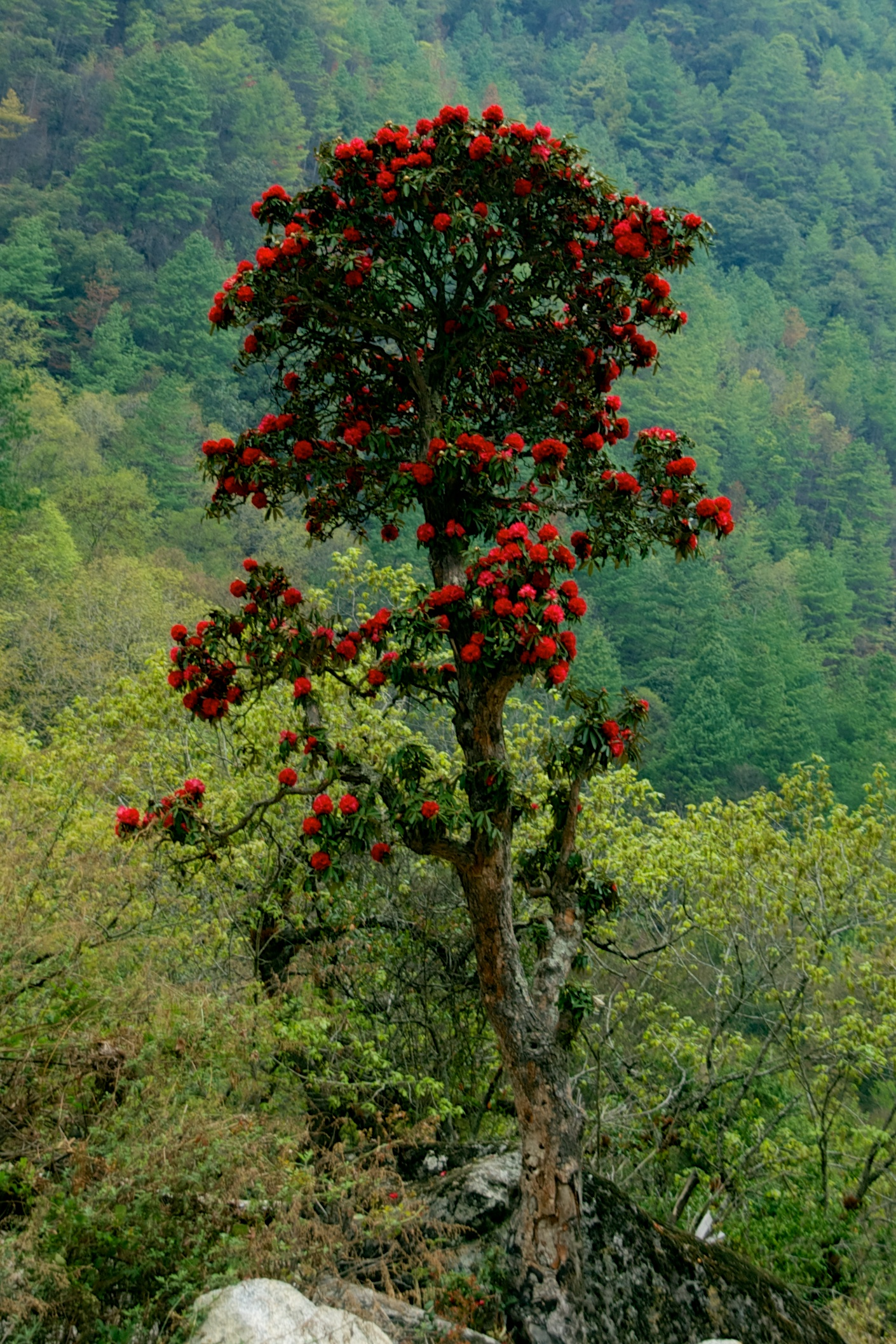
Rhododendron

La vegetazione è molto ricca, pur mutando di tipo secondo l'altitudine. Al confine della pianura, ai piedi del rilievo e nella zona dei Siwalik e dei duns si trova la formazione caratteristica della giungla che copre tutta la parte orientale fino al Sutlej. La giungla del Terai è ricca di piante lussureggianti, quali le magnolie e gli acajù con gli enormi tronchi coperti di pesanti masse epifite. Delle liane gigantesche corrono da un albero all'altro, e sotto questo spesso strato vegetale si addensa tutto un groviglio di felci gigantesche, di alte erbe, di sterpi e di canne che rendono impenetrabile tutta la formazione; numerose e splendide le orchidee.
Segue fino ai 900 m la foresta tropicale in cui, oltre alle palme Phoenix acaulis e Phoenix silvestris, cresce un'enorme quantità di Diptero-carpacee. Sono pregiate per il valore del loro legname la Shorea robusta, l'Acacia catechu, che fornisce il tannino e che cresce fino a 900 m, mentre le Dallbergia sissoo sale anche a 1500 m. Il Calamus rotang è limitato esclusivamente al distretto orientale, ma ovunque vi abbondano i ciuffi di bambù (Dendrocalamus). Questa foresta tropicale di carattere abbastanza uniforme penetra lungo le valli dei fiumi fin nell'interno delle montagne e gareggia per esuberanza e densità con le foreste equatoriali.
Sopra i 900 m si stende la regione forestale subtropicale, dove dominano le querce, le piante sempreverdi, aghifoglie e latifoglie, nonché i rododendri e le felci gigantesche. Nella sezione occidentale dell'Himalaya si incontrano anche delle specie proprie dell'Asia anteriore che mancano nella sezione orientale. Qui, fino a 2000 m di altezza, si trovano invece dei gruppi di bambù e di palme mischiati a querce, ontani, salici e Rhus semialata e succedanea del tipo dell'Asia orientale. Insieme con l'Olea cuspidata e la Rosa moschata del dominio mediterraneo, la Quercus incana occupa gran parte della foresta tra i 900 e i 2400 m, e a esse si aggiunge fino ai 2000 m la Pinus longifolia della foresta inferiore. Vengono poi i rododendri, che presentano forme arboree (Rhododendrum arboreum) e, fino ai 3500 m, le conifere, come il Cedrus deodara e il Pinus excelsa.
Tra le piante a larghe foglie fioriscono le querce sempreverdi; tra le aghifoglie l'abete (Abies spectabilis), l'abete rosso (Picea morinda) e insieme il Rhododendrum campanulatum e le betulle. Nella sezione occidentale le foreste sono di solito più rade, mentre sono più fitte per la maggior piovosità negli Himalaya orientali. Sopra il limite delle foreste la regione diventa povera di alberi, ma subentrano vasti prati alpini con il loro meraviglioso rigoglio di fiori: rododendri, anemoni, primule, Aconitum delphinium, e quindi molti frutici di tipo boreale.

### Fauna

Yak himalayano

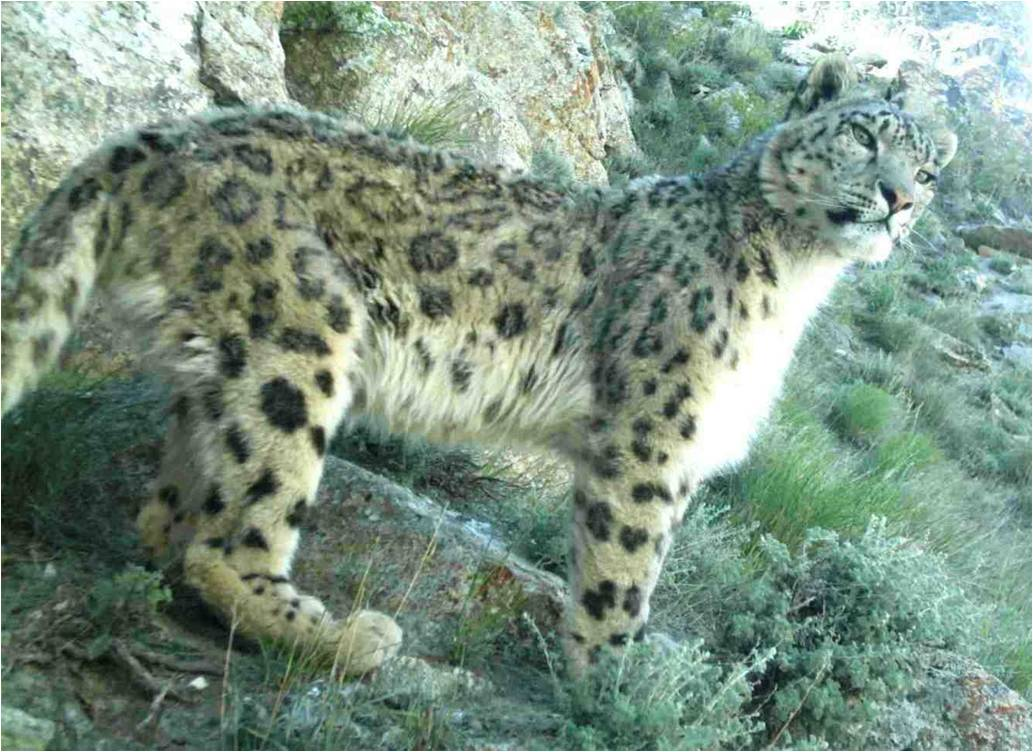
Il leopardo delle nevi, uno dei simboli della fauna himalaiana.

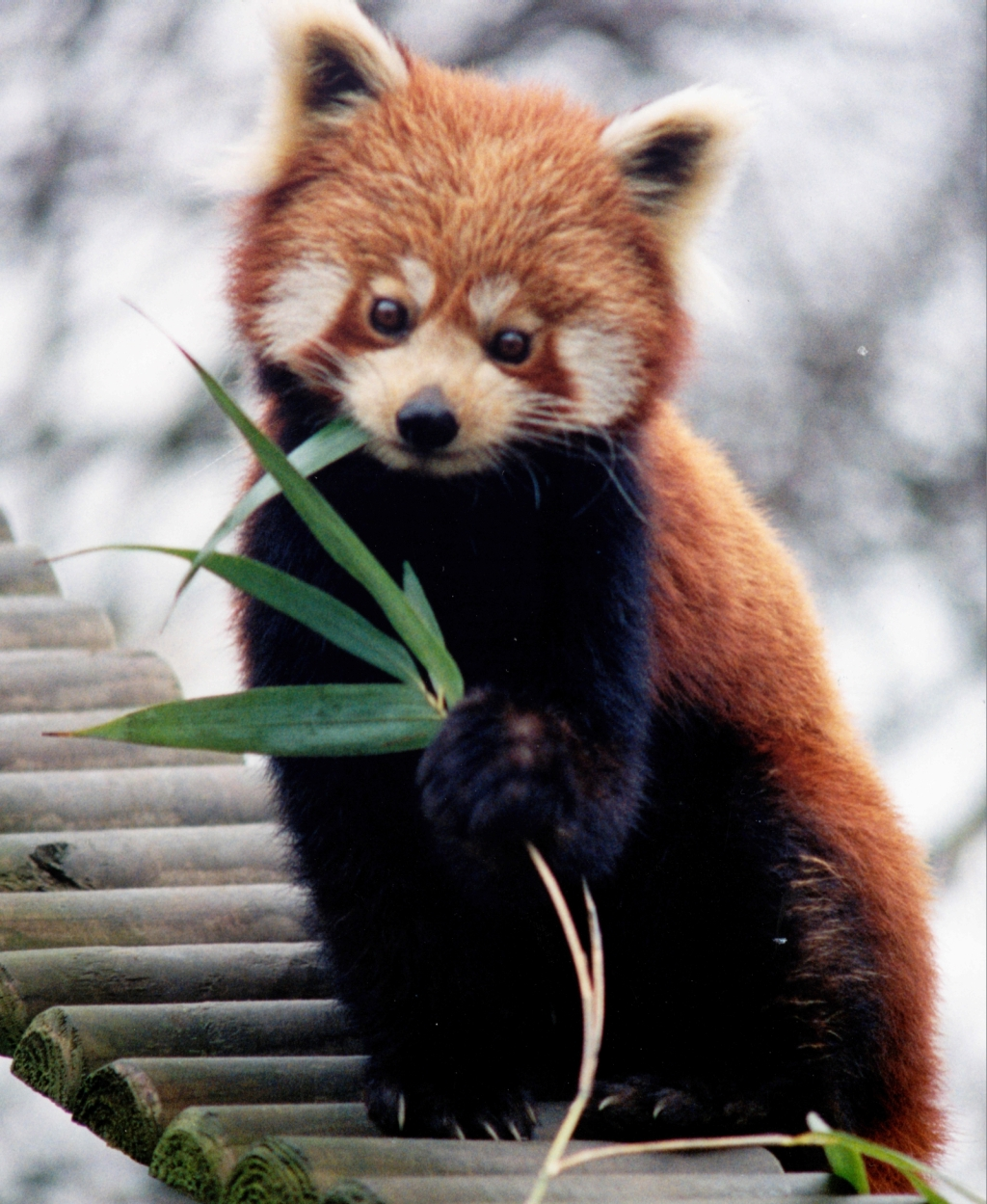
Panda rosso

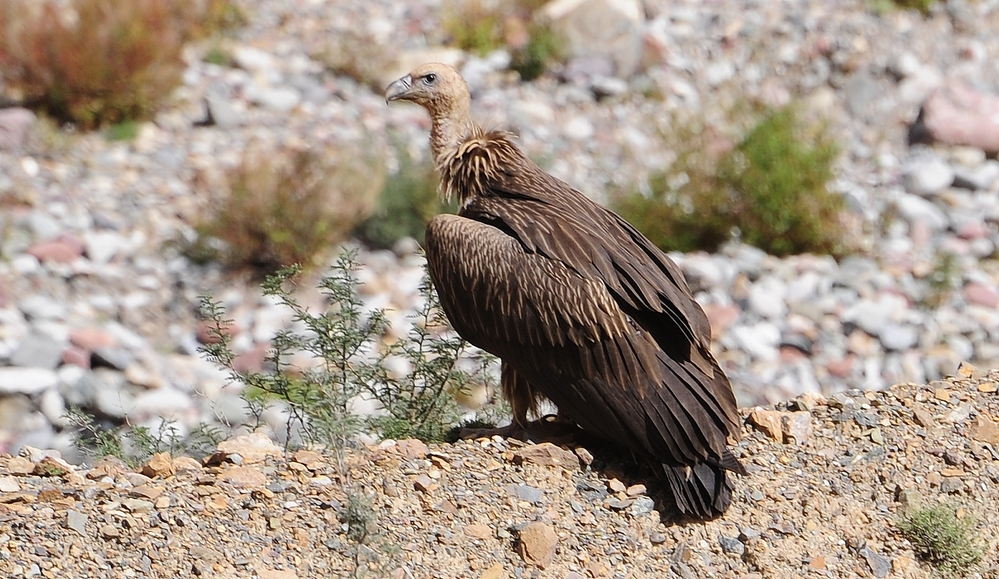
Gyps himalayensis

La regione himalaiana riveste un notevole interesse per il popolamento animale. La grande varietà di ambienti presenti offre habitat idonei a un grandissimo numero di specie. Inoltre, proprio questa catena montuosa costituisce il punto d'incontro e intergradazione tra due faune, cioè tra specie animali tipiche della regione paleartica, di tipo temperato o freddo, e della regione orientale, di tipo tropicale. Le specie paleartiche hanno origine, o antenati, nel Turkestan (in senso lato) e nel Tibet e sono diffuse su tutto il versante settentrionale, mentre su quello meridionale lo sono tra 2500 e 5000 m di quota. Le specie tropicali, di origine indomalese o indiana, sono di norma diffuse sul versante meridionale della catena montuosa, fino a 2500 m di altezza.
Altro carattere molto significativo della fauna di questa regione è la presenza di numerosissimi endemismi, ovvero di specie esclusive di ristrette aree. La spiegazione di questo fenomeno è da ricercare nel fatto che, durante i periodi glaciali quaternari, l'Himalaya è stato ricoperto da una serie di ghiacciai che ha frammentato gli areali delle specie presenti, determinando l'isolamento delle popolazioni, successivamente evolutesi in specie distinte. La catena dell'Himalaya e la regione turkestanica hanno anche rappresentato, durante il Terziario, due centri di differenziamento della fauna montana, da cui, durante il Quaternario, si sono successivamente irradiati alcuni elementi fino all'Europa occidentale e al Nordamerica.
Nella foresta tropicale monsonica, ampiamente diffusa sui contrafforti meridionali, oltre ad animali poco conosciuti come il cinghiale nano (Porcula salvania), il presbite dorato (Trachypithecus geei) o il mosco dell'Himalaia (Moschus leucogaster), sono presenti, anche se ormai rarefatti, la tigre (Panthera tigris), il cervo sambar (Rusa unicolor), l'elefante indiano (Elephas maximus) o i galliformi del genere Tragopan. Nelle formazioni di bambù dello Szechwan cinese l'elemento più caratteristico è senz'altro il panda gigante (Ailuropoda melanoleuca), in estrema rarefazione numerica per la riduzione di questi ambienti a cui è limitato, mentre il suo parente più prossimo, il panda minore (Ailurus fulgens) vive anche nelle foreste montane con altre essenze vegetali. Delle formazioni boschive sono caratteristici anche l'orso dal collare (Ursus thibetanus), alcuni bovidi come il takin (Budorcas taxicolor) e il tar (Hemitragus jemlahicus) o il gallo cedrone dell'Himalaya (Tetraogallus himalayensis).
Alcuni bovidi vivono inoltre in ambienti transizionali alla formazione di pascoli di alta montagna, come i goral del genere Naemorhedus e il serau (Capricornis sumatraensis). Più schiettamente legati ai pascoli altomontani alternati a formazioni rupestri sono, invece, altre capre, il markor (Capra falconeri) e l'egagro (Capra aegagrus), e pecore selvatiche, l'argali (Ovis ammon) e il baral (Pseudois nayaur), il loro tipico predatore, il leopardo delle nevi o irbis (Panthera uncia), lo yack (Bos mutus), grande bovide addomesticato sin da epoche antichissime; tra i roditori, la pica (Ochotona roylei), la marmotta (Marmota himalayana); e tra gli uccelli, le pernici del genere Lerwa, o due specie presenti anche nel sistema alpino, il gracchio (Pyrrhocorax graculus) e l'avvoltoio degli agnelli (Gypaetus barbatus).

## Geografia politica

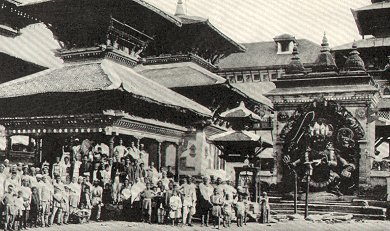
Piazza di Katmandu, capitale del Nepal

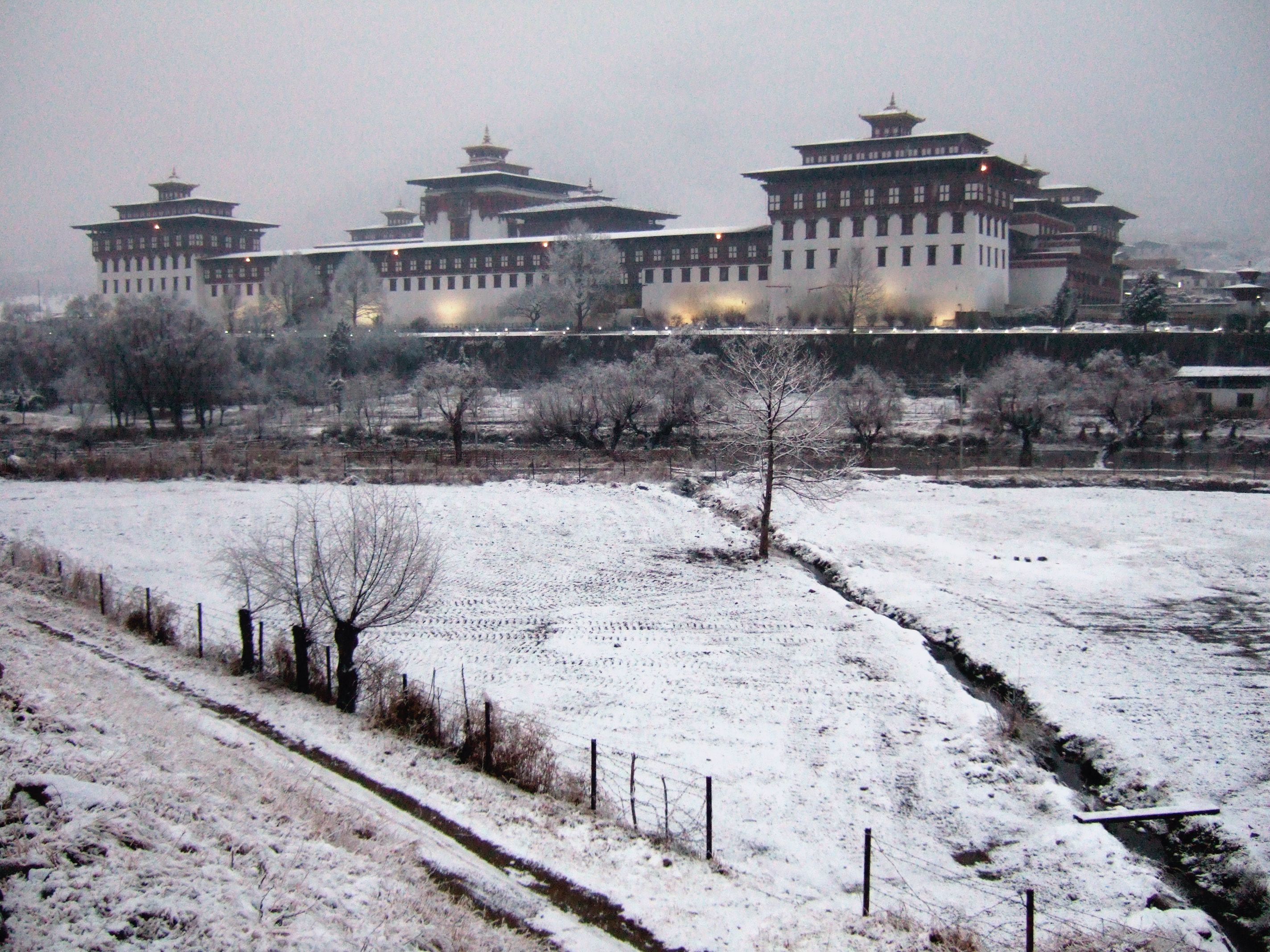
Monastero buddista a Thimphu, capitale del Bhutan

Nel complesso mondo himalayano si suole distinguere una sezione orientale e una occidentale, divise dai corsi dello Yamuna e del Sutlej. In quella orientale (che si affaccia alla pianura con la regione caratteristica del Terai, foresta e giungla umida, impenetrabile, vera barriera tra il bassopiano e la montagna) l'India estende la sua sovranità sino allo spartiacque solo in due brevi tratti: nel Kumaun e nel Sikkim. Tra questi due distretti si stende il Nepal, Stato indipendente (ma nell'orbita dell'India), il quale ha i suoi distretti principali nelle alte valli del Gogra, del Gandak e del Kosi e il suo territorio migliore nella pianura che circonda Katmandu, la capitale, situata nella valle del Bagmati. A est del Sikkim si trova il Bhután, altro Stato rimasto autonomo ma, come il Nepal, nell'orbita dell'India.
Nella sezione occidentale del grande sistema himalayano vi è il Kashmir, conteso tra India e Pakistan. Il cuore del Kashmir è la regione del Srinagar, formata dall'alta valle del Jhelum, a 1600 m circa su livello del mare, limitata a sud dalla catena del Pir Panjal e a nord dagli Himalaya. Il bacino di Srinagar è famoso per la sua fertilità, dovuta anche ai numerosi canali navigabili e di irrigazione che lo Jhelum alimenta. Da Srinagar, attraverso lo Zoji-La, è agevole il passaggio all'alta valle dell'Indo e alle regioni del Ladakh e del Baltistan, abitate da pochi pastori, i cui centri abitati si raggruppano in piccole oasi, sperdute tra gli immensi deserti di rocce e di ghiacci. Nel Ladakh il centro principale è Leh; nel Baltistan, Skardu, già capitale di uno Stato autonomo.

## Toponomastica
I toponimi usati per individuare i monti himalayani sono in genere formati da radici nepalesi, tibetane, turchestane e sanscrite, combinate talvolta in modo ibrido tra loro.
Alcuni nomi di monti hanno carattere eminentemente descrittivo, come ad esempio:
- Himalaya, la dimora delle nevi
- Karakorum, le pietraie nere
- Dhaulagiri I, la montagna bianca
- Gasherbrum, la parete lucente
- Machapuchare, la coda di pesce
- Makalu, il grande nero
- Kang Taiga, la sella di neve

In altri casi il toponimo ha un preciso riferimento religioso, come ad esempio:
- Pancchulé, le cinque fiaccole celesti
- Gosainthan, il luogo dei santi
- Trisul, il tridente (simbolo di Shiva)
- Indrasan, il trono di Indra
- Manaslu, la montagna dello spirito
- Chomo Lungma (rinominato Everest), la dea madre della terra
- Annapurna, la dea delle messi e dell'abbondanza
- Ganesh Himal, la montagna nevosa del dio elefante

Esistono poi alcuni monti il cui nome deriva dalla loro posizione rispetto ad altre cime, come:
- Nuptse, il monte a ovest
- Lhotse Shar, il monte a sud-est
- Lhotse, il monte a sud
- Nunagiri, il monte tra i due fiumi

C'imbattiamo infine in nomi come:
- Kardong, la fortezza di neve
- Mahalangur Himal, la catena montuosa delle grandi scimmie
- Mustagh, la montagna scintillante di ghiaccio
- Shisha Pangma, la cresta al di là dei pascoli
- Mulkilà, la fortezza d'argento
- Ama Dablam, la madre che abbraccia
- Kanchenjunga, i cinque forzieri della grande neve

## Mistica

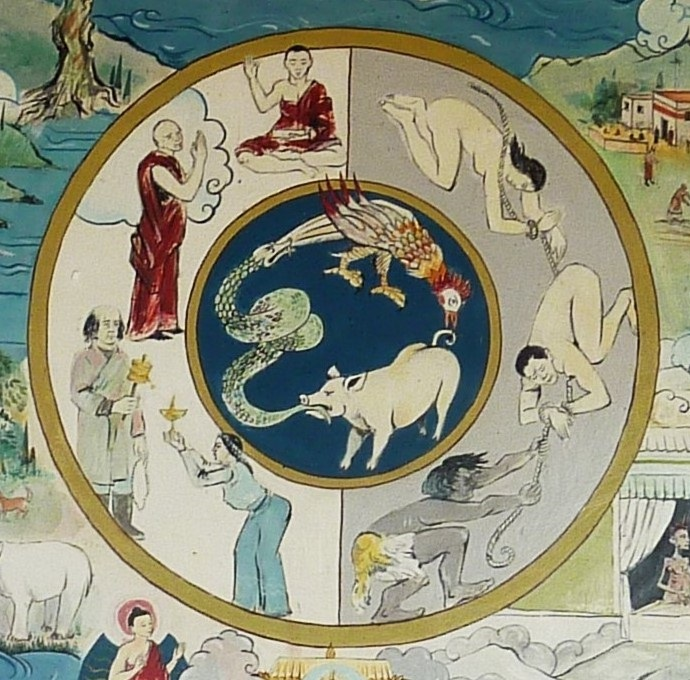
Ruota del samsara, dettaglio da un dipinto tibetano della ruota della vita nel Tempio dei Mille Budda, a La Boulaye: al centro sono affigurati un maiale, un serpente e un gallo, che rappresentano i tre veleni, l'ignoranza, la rabbia e il desiderio, avvinghiati tra di loro in una spirale.

La vista dei monti himalayani, di questi "pilastri del cielo" che s'innalzano limpidi e poderosi dalle brume e dalle imperfezioni del mondo, evoca alla memoria il fiore di loto, simbolo della fede buddhista. Anche il fiore di loto affonda le sue radici nel fango che è simile al saṃsāra, l'eterno ciclo delle nascite e delle morti; ma quando sboccia, la sua corolla, ergendosi alta sullo stelo, si apre bianca ed immacolata per rappresentare la salvezza della coscienza e l'eterna serenità del Nirvana.
Non è certamente un caso se antichi popoli, su entrambi i versanti della catena himalayana, hanno sempre identificato le più alte montagne del mondo come la sede dei loro dei. Ancora oggi, seguendo un'antica tradizione, vige talvolta l'usanza nelle spedizioni alpinistiche di fermarsi un metro sotto la vetta per un senso di mistico rispetto e di deferente omaggio verso la casa di Dio.